# 강계리
강계리(1993년 11월 4일 ~ )는 대한민국의 농구 선수이다. 포지션은 가드이며, 한국여자프로농구 (WKBL) 아산 우리은행 우리WON에서 뛰고있다.
2018-19 시즌 중인 2019년 1월 24일 인천 신한은행 에스버드의 박혜미와 트레이드 되었다.
2019년 4월 27일, 인천 신한은행 에스버드로 이적한 김이슬의 보상선수로 지명되어 부천 KEB하나은행 소속으로 뛰게되었다.
2025년 4월 14일 2라운드 신인 지명권을 신한은행에게 넘기고 우리은행으로 이적하게 되었다. 2년 재계약 체결 후 사인 앤 트레이드로 이적하게 되었다.

## 수상
- 박신자컵 서머리그 최우수선수: 2020